# مايسون ريان
مايسون ريان مصارع ويلزي مواليد 13 يناير 1982 اسمه الحقيقي باري غريفيث، كان يتواجد في عرض بطولة فلوريدا للمصارعة التطويري، وقد حقق فيها حزام بطولة فلوريدا للمصارعة للوزن الثقيل

## أول ظهور
ظهر لأول مره في الراو في مباراه بين جون سينا وسي ام بونك قام بظرب سي ام بنك ليفوز، وانظم بعدها لعصابه النكسيس
تسريحه :
قام الاتحاد بتسريح أربعة مصارعين والإستغناء عن خدماتهم ومن بينهم:
- مايسون ريان عضو فريق النكسوس السابق.
بعد أن تم سحبه من عرض RAW ..
و بعدها ذهب مايسون يصارع في اتحاد الدوائر الحرة ولايزال يستخدم نفس الأسم (مايسون ريان), وكان أول ظهور له في يوم 16 أغسطس عندما فاز على آدم بيارس،

## روابط خارجية
- مايسون ريان على موقع IMDb (الإنجليزية)
- مايسون ريان على موقع قاعدة بيانات الفيلم (الإنجليزية)
- مايسون ريان على موقع دبليو دبليو إي (الإنجليزية)
- مايسون ريان على موقع CageMatch worker (الإنجليزية)
- مايسون ريان على موقع قاعدة بيانات المصارعة على الإنترنت (الإنجليزية)
- مايسون ريان على موقع عالم المصارعة على الإنترنت (الإنجليزية)
- مايسون ريان على موقع عالم المصارعة على الإنترنت (الإنجليزية)